# Vlag van Onhaye
De vlag van Onhaye is op onbekende datum bij raadsbesluit vastgesteld als de vlag van de Naamse gemeente Onhaye. De vlag kan als volgt worden beschreven:
Drie verticale banen van wit-rood-wit [1:2:1] met in het midden een witte buste van Mercurius.
De kleuren van de vlag, en het buste van Mercurius, zijn afkomstig uit het gemeentewapen.